# Pyrostria variistipula
Pyrostria variistipula là một loài thực vật có hoa trong họ Thiến thảo. Loài này được Arènes ex Cavaco miêu tả khoa học đầu tiên năm 1968.